# Sofroni II
Sofroni II (en grec Σωφρόνιος Β') va ser patriarca de Constantinoble de l'any 1775 al 1780.
Havia nascut a Alep. Va ser metropolità de Ptolemaida de Fenícia, i el 1771 va ser nomenat patriarca de Jerusalem (1771-1775 a les llistes del Patriarcat de Jerusalem) amb el nom de Sofroni V.
L'any 1775 va succeir al patriarca Samuel Catzeres. Com a patriarca de Jerusalem, va aconseguir que es poguessin dur a terme les peregrinacions a la ciutat, i com a patriarca de Constantinoble es va oposar al moviment anomenat dels Kolivades (Κολλυβάδες) que va fer condemnar al Concili de Constantinoble de l'any 1776. Durant el seu patriarcat va resoldre també alguns temes de les finances de l'Església Ortodoxa. Va morir l'any 1780.